# Узунжал
Узунжа́л (каз. Ұзынжал) — село у складі Жарминського району Абайської області Казахстану. Входить до складу Суикбулацької селищної адміністрації.
Населення — 165 осіб (2021; 239 у 2009, 241 у 1999, 277 у 1989).
Національний склад станом на 1989 рік:
- казахи — 100 %

До 1992 року село називалось Карповка.